# 타이베이 원환

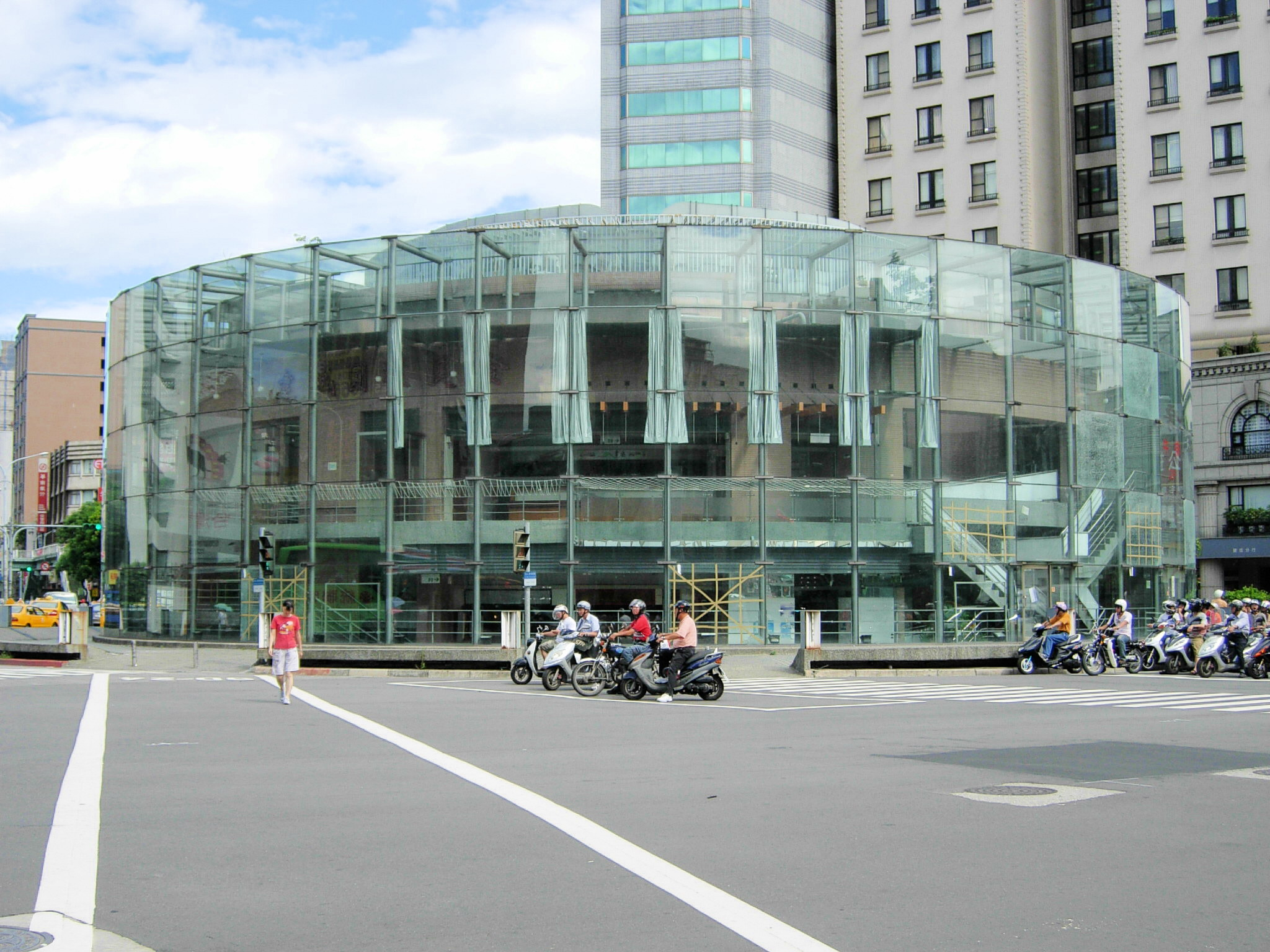
타이베이 원환

타이베이 원환(台北圓環, 대북원환)는 대만 타이베이시 다퉁 구에 있는 건축물이다.